# Variável elipsoidal rotacional
Variáveis elipsoidais rotacionais (rotating ellipsoidal variables em inglês) são uma classe de estrelas variáveis. São sistemas binários de baixa separação cujos componentes têm forma elipsoidal. A variação na magnitude aparente ocorre devido à variação na área visível das estrelas. Essas estrelas não são binárias eclipsantes. O ciclo de variação tem período igual ao período orbital das estrelas e a variação no brilho é de até 0,1 magnitudes.
A estrela mais brilhante deste tipo é Espiga (α Virginis).